# Friedhelm Waldhausen
Friedhelm Waldhausen (Millich, Hückelhoven, 1938) é um matemático alemão.
Recebeu o Prêmio Staudt de 2004, juntamente com Günter Harder.

## Publicações selecionadas
- Eine Klasse von 3-dimensionalen Mannigfaltigkeiten. I, II: Invent. Math. 3 (1967), 308–333; ibid. 4 (1967) 87–117.
- Gruppen mit Zentrum und 3-dimensionale Mannigfaltigkeiten. Topology 6 1967 505–517.
- On irreducible 3-manifolds which are sufficiently large. Ann. of Math. (2) 87 1968 56–88.
- Heegaard-Zerlegungen der 3-Sphäre. Topology 7 1968 195–203.
- The word problem in fundamental groups of sufficiently large irreducible 3-manifolds. Ann. of Math. (2) 88 1968 272–280.
- Algebraic K-theory of generalized free products. I, II: Ann. of Math. (2) 108 (1978), no. 1, 135–204; III, IV: ibid. 108 (1978), no. 2, 205–256.
- Algebraic K-theory of spaces. in: Algebraic and geometric topology (New Brunswick, N.J., 1983), 318–419, Lecture Notes in Math., 1126, Springer, Berlin, 1985.